# Bredbladigt bocktörne

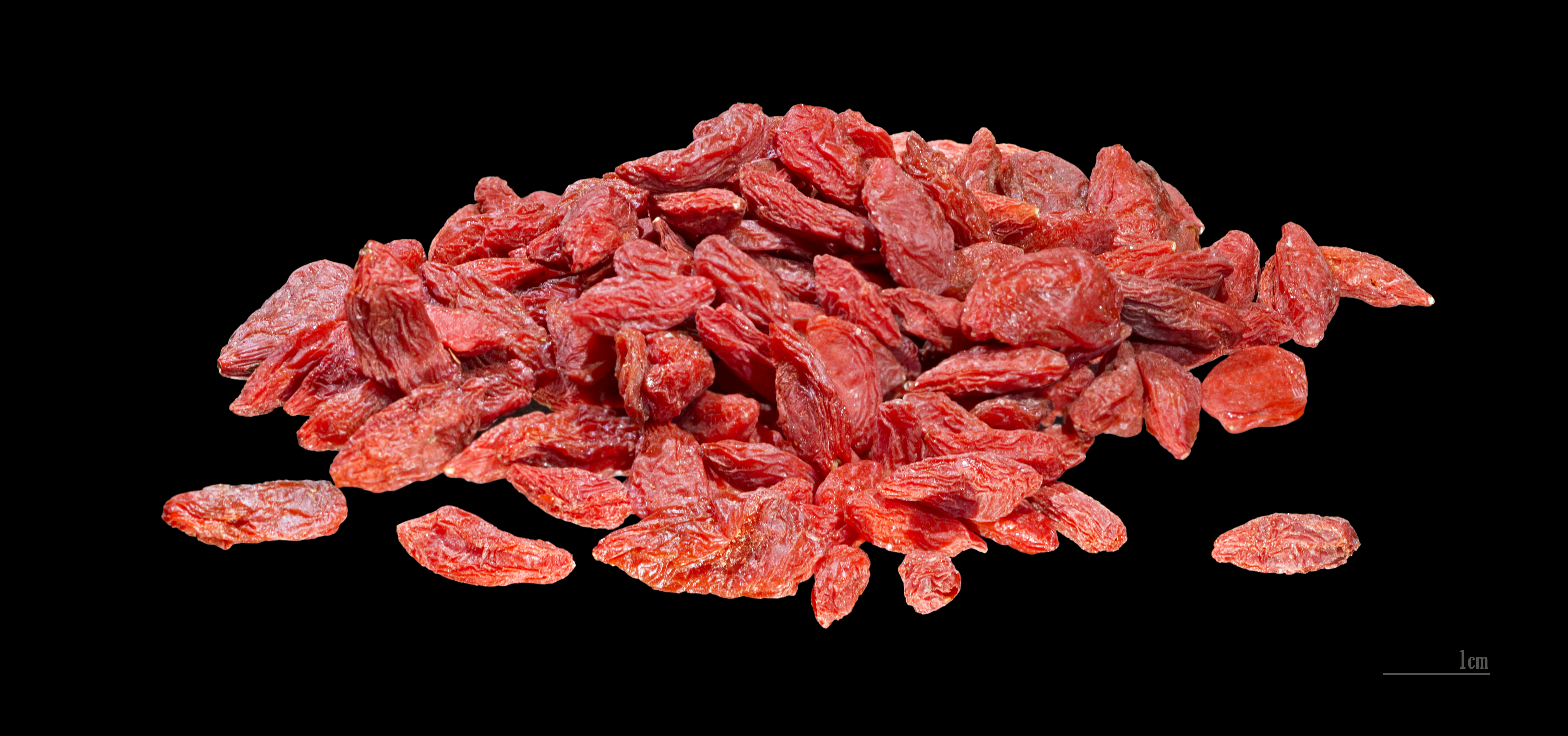
Lycium chinense torkad frukt

Bredbladigt bocktörne (Lycium chinense) är en växtart i familjen potatisväxter.
De torkade bären säljs som vägbär.

## Källhänvisningar
1. ↑  ”8056/10”. Europeiska unionens råd. 30 mars 2010. sid. 2. Arkiverad från originalet den 16 september 2016. https://web.archive.org/web/20160916215124/http://register.consilium.europa.eu/doc/srv?l=SV&f=ST%208056%202010%20INIT. Läst 6 september 2016.